# Gioco a due
Gioco a due (The Thomas Crown Affair) è un film del 1999 diretto da John McTiernan.
La pellicola è un rifacimento del classico del 1968 Il caso Thomas Crown (The Thomas Crown Affair), allora diretto da Norman Jewison e interpretato da Steve McQueen e Faye Dunaway.
Uscito nelle sale cinematografiche statunitensi il 6 agosto 1999, è stato prodotto da Pierce Brosnan e Beau St. Clair e distribuito da Metro-Goldwyn-Mayer; in Italia è uscito lo stesso anno, distribuito da 20th Century Fox e Home Entertainment Italia S.p.A..

## Trama
Thomas Crown è un miliardario di Wall Street, specializzato in fusioni societarie, che ha sempre contato solo sulle sue forze amando il rischio, la sfida, il pericolo e che soprattutto non ha fiducia nell'amore delle donne. Annoiato dalla routine del lavoro, cerca un diversivo alla sua vita lussuosa. Decide pertanto di rubare un quadro: il San Giorgio Maggiore al crepuscolo di Claude Monet dal Metropolitan Museum of Art di New York. Il quadro viene trafugato proprio davanti agli occhi di tutti e dello stesso Crown. Gli uomini ritenuti responsabili del furto, di nazionalità straniera, vengono catturati durante la fuga con l'aiuto dello stesso Crown e confessano poi alla polizia che il loro è stato un furto su commissione. Il detective Michael McCann indaga sui presunti colpevoli, affiancato da Catherine Banning, risoluta investigatrice ingaggiata dall'assicurazione per ritrovare il dipinto a qualunque costo, per evitare l'oneroso esborso di ben cento milioni di dollari.
Catherine, donna sicura di sé, stimolata all'idea di "cacciare" e individuare il colpevole, non ci mette molto a capire che dietro al misterioso furto c'è Thomas Crown. Più complicato, invece, risulta essere il ritrovamento delle prove per incastrare il ladro. Tra i due inizia, così, un vero e proprio sottile ed astuto gioco che li porta inevitabilmente all'innamoramento reciproco. Fino alla fine entrambi sembrano non rinunciare ai propri principi, nonostante il crescente legame li metta a dura prova. Per dimostrare il suo amore, Thomas promette di riportare il quadro al museo ma lei lo inganna approfittando dell'occasione per coglierlo sul fatto; infatti decine di poliziotti sorvegliano il museo ma Thomas, con uno stratagemma unico (il trucco delle bombette), riesce a seminarli e a restituire il quadro mentre viene rubato un altro quadro, che Catherine aveva espresso il desiderio di possedere.
Dal momento che il secondo dipinto rubato è assicurato ad un'altra società assicurativa per cui Catherine non lavora, questa smette di lavorare e sale su un aereo dove incontra Thomas; prima i due litigano furiosamente; Catherine accusa Thomas di averla ingannata poi si baciano, coronando il loro amore.

## Luoghi delle riprese
Alcune delle location dove è stato girato il film sono: Central Park, la New York Public Library ed il Metropolitan Museum of Art a Manhattan, Elmira, Gould Memorial Library, Bronx Community College e Yonkers a New York, e altre in Martinica.

## Curiosità
L'attrice del film originale del 1968 Faye Dunaway interpreta il ruolo di una psichiatra nel rifacimento del 1999 Gioco a due.

## Colonna sonora
Il brano musicale che viene usato nella scena finale è intitolato Sinnerman ed è cantato da Nina Simone. La partitura musicale è invece composta da Bill Conti.

## Riconoscimenti
- 2000 - Satellite Award
  - Nomination Miglior colonna sonora originale a Bill Conti
- 2000 - Blockbuster Entertainment Awards
  - Miglior attore in un film drammatico/romantico a Pierce Brosnan
  - Miglior attore non protagonista in un film drammatico/romantico a Denis Leary
  - Nomination Miglior attrice in un film drammatico/romantico a Rene Russo
- 2000 - Hollywood Makeup Artist and Hair Stylist Guild Awards
  - Miglior acconciature a Enzo Angileri